# Crostini neri toscani
Le crostini neri toscani (également appelé crostini toscani ou crostini neri) est une recette populaire typique de toute la Toscane, en Italie, utilisée presque exclusivement pour les antipasto. Il s'agit d'une préparation à mi-chemin entre un ragù et du pâté à base de foies de volaille, d'anchois et de câpres. La préparation peut varier dans les différentes provinces de la région.

## Étymologie
L'adjectif neri est lié à la couleur très foncée de la préparation. Mais elle est aussi en opposition avec la couleur des autres crostini (aux champignons, avec sauce verte, rose avec saucisse crue, etc.) qui font partie de l'apéritif toscan typique. En particulier, dans la région des Crete senesi, les croûtons noirs s'opposent aux autres croûtons les plus courants pour l'antipasto : les croûtons blancs.

## Préparation
La recette de base,,, souvent appelée aretina,, est celui répandu dans plusieurs provinces (Arezzo, Florence et Prato, Pistoia). Il s'agit de cuire 50 grammes de foie de volaille pour chaque diner dans un mélange frit d'oignon et d'huile toscane (mais dans certaines versions également de céleri et/ou de carotte), d'estomper avec du vin et de cuire avec un peu de bouillon de viande. Les anchois et les câpres sont ensuite ajoutés à la cuisson selon le goût. Le mélange est ensuite passé au moulin à légumes ou au mixeur à immersion, bien que ce dernier ne soit pas recommandé car il compromettrait la consistance.

## Variantes
La variante de Pise utilise également de la viande hachée. La recette dite senese,, répandue dans toute la province de Sienne, utilise de la rate de veau plutôt que des foies de poulet utilisés en bien plus petites quantités. Il est cuit dans un soffritto d'oignon, de céleri et de carotte, quelques foies de poulet et environ 50 grammes de rate de veau « dépouillée » par diner. Le reste de la préparation est similaire à la variété d'Arezzo. D'autres variations incluent l'utilisation de saucisse, de jambon, de beurre ou de tomate. Aux foies, on peut ajouter les durelli (gésiers) et le vin peut être remplacé par du Vin santo.

## Utilisation

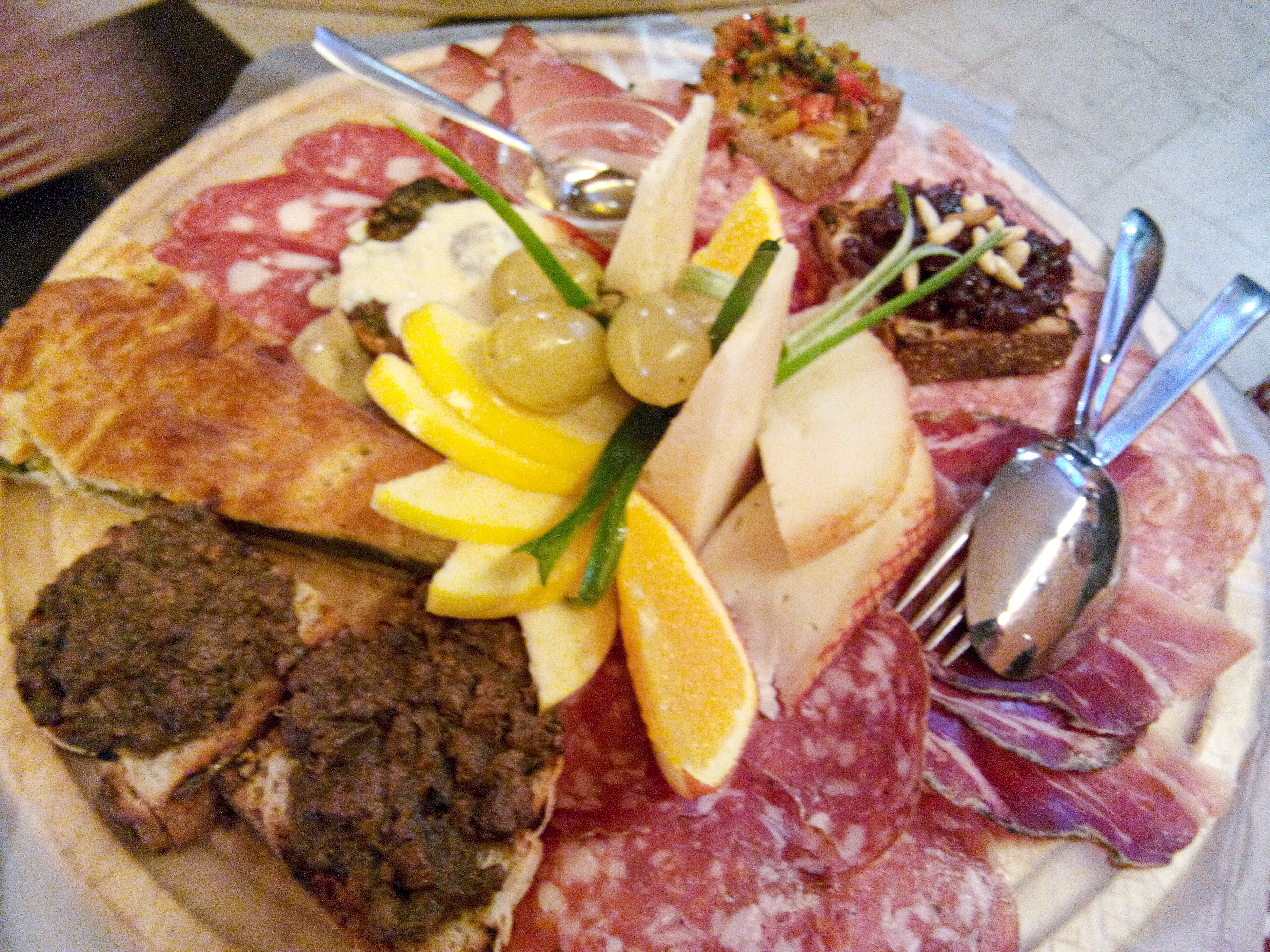
Antipasto toscan.

Le pâté est consommé en entrée, étalé sur des tranches de pain toscan, souvent sous la forme dédiée appelée frusta per crostini. Les tranches peuvent être toastées, grillées, ou avec le dessous juste trempé dans du bouillon, ou les deux. Dans de nombreux restaurants, il est également servi dans des bols maintenus chauds au-dessus d'une bougie.